# بلوتينو
البلتينو يعرف في علم الفلك على أنها الأجسام الفضائية العابرة لمدار نبتون وتكون على رنين مدار يساوي 3:2 مع كوكب نبتون.
تتشكل البليتينوات من المنطقة الداخلية لحزام كايبر وتمثل حوالي ربع الأجسام المعروفة في الحزام وهي أكبر من الأجسام ذات الرنين العابرة لمدار نبتون

## خصائص المدار
تمتلك البلتينوات الرئيسية زاوية ميل قليلة كما يملك عدد جيد منهم مدار مشابه لمدار بلوتو مع ميل مداري يتراوح بين 10-25° . كما يتراوح الشذوذ المداري بين 0.2-0.25 مما يؤدي إلى أن يكون الحضيض من الداخل أو اقرب لمدار نبتون والأوج أقرب للحافة الخارجية لحزام كويبر (بجيث تملك الأجسام هنا رنين مداري 2:1 مع نبتون)

## معرض صور